# Gilbertiella
Genre
Gilbertiella est un genre de plantes à fleurs de la famille des Annonaceae. Il ne contient qu'une seule espèce originaire d'Afrique.
Son nom rend hommage à l'ingénieur et botaniste belge Georges Gilbert.

## Liste d'espèces
Selon Catalogue of Life (28 août 2017) :
- Gilbertiella congolana Boutique

Selon The Plant List (28 août 2017) :
- Gilbertiella congolana Boutique

Selon Tropicos (28 août 2017) :
- Gilbertiella congolana Boutique